# Rewaloryzacja (architektura)
Rewaloryzacja – działanie konserwatorskie mające na celu przywrócenie wartości użytkowych i ekspozycję dziedzictwa kulturowego zarówno zabytków architektury jak i zespołów urbanistycznych.
Pojęcie rewaloryzacji w odniesieniu do obiektów architektury zawiera połączenie zabiegów konserwatorskich (takich jak oczyszczenie, rekompozycja, reintegracja czy odbudowa) z całym repertuarem zabiegów adaptacyjnych. 
Rezultatem tych działań jest dostosowanie istniejących lub zdegradowanych założeń, z możliwie maksymalnym zachowaniem walorów historycznych, do wymogów współczesnych użytkowników, dostosowanie funkcjonalne oraz integrację z kontekstem urbanistycznym.
Rewaloryzacja w połączeniu z całokształtem działań gospodarczych i społecznych związanych z poprawą funkcjonalną i użytkową nazywana jest rewitalizacją.

## Rewaloryzacja jako metoda działań konserwatorskich
Rewaloryzacja jako metoda działań konserwatorskich dzieli się na trzy etapy:
1. poznanie i udokumentowanie zespołu w jego rozwoju historycznym i aktualnym stanie, zawiera: prace studialne i analizy, inwentaryzacje, badania architektoniczne i, w zależności od potrzeb, badania archeologiczne; przeprowadzenie rzetelnych prac dokumentacyjnych jest niezbędne, ponieważ w wyniku procesu budowlanego znaczna część oryginalnego stanu jest usuwana,
2. ustalenie zakresu, kierunków ochrony i sposobu prowadzenia prac, przez: waloryzację i wyznaczenie stref ochrony zespołu historycznego, opracowanie wniosków i wytycznych konserwatorskich, opracowanie koncepcji wraz z programem funkcjonalnym integrujących substancję zastaną z wprowadzaną funkcjonalnością,
3. wykonanie planów i projektów realizacyjnych wraz z uzyskaniem uzgodnień niezbędnych służb.